# شيديه (شنتو)

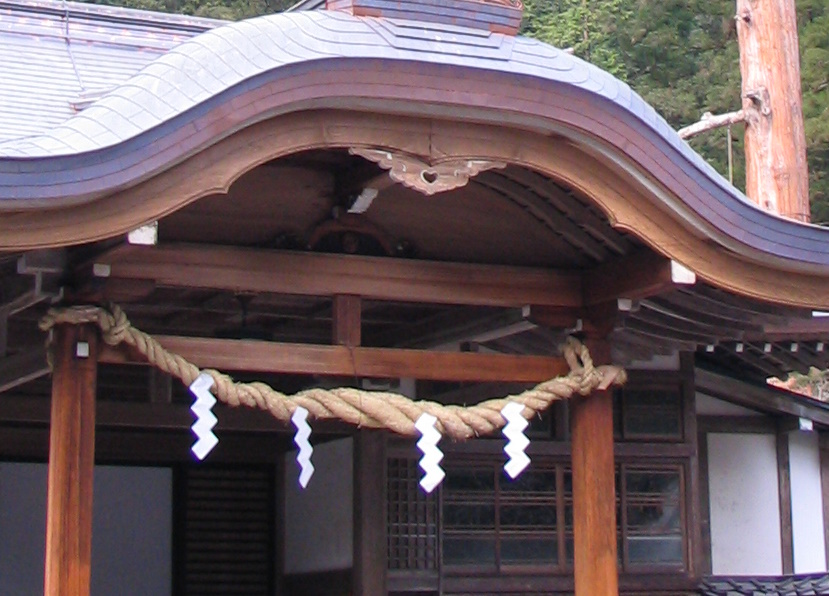
شيديه معلق في حبال الشيميناوا

الشيديه (紙垂, 四手 Shide) هو لاقتة ورقية متعرجة، تكون معلقة عادة في مراسم التاماغوشي وفي حبال الأرز (الشيميناوا) ويستعمل أيضا في طقوس الشنتو، حيث تعلق في الهارييهغوشي أو عصا البرق، بسسب الشيديه المتعرجة كالبرق التي تزينها. كما توجد هناك عصا أخرى تستعملها الميكو من أجل التطهير والمُبَاركة، تسمىالغوهاي تحتوي على اثنين من الشيديه.

## كيفية ودواعي الاستعمال
يلوح الكاهن بالهاراييغوشي يسارًا ويمينًا فوق شخص أو شيء أو ملكية جديدة كبناية أو سيارة. وتحرك العصا بإيقاع بطيء باستعمال بعض القوة حتى يصدر الشيديه حفيفا مع كل حركة للعصا، وذلك لتطهير وإزالة الشوائب والأرواح غير المرغوب فيها. وتستعمل كذلك في طقس مشابه يعرف بجيجين-ساي، (طقس التصالح مع روح الأرض)ويقع في بقعة أرض محاطة أو مطوقة بحبال الشيميناوا أو بالساكي، أو بالساكي المُطّهر طقوسيا المعروف باسمأو-ميكي. حيث تغرس العصا في الأرض ويتم سكب نبيذ الأرز عليها. كما تعلق الشيديه أيضًا على واجهات المزارات والمعابد أو في مزارات(مذابح) المنازل.
تستعمل الهراييغوشي منذ عدة قروض في الطقوس الشنتوية وهناك تشابه بينها وبين ثقافة شعب الآينو، حيث توجد عندهم عصا من الصفصاف تدعىإناو أوإنو وهي تشبه إلى حد بعيد عصا الهاراييغوشي الشنتوية. وتستعمل في مراسم المباركة أيضا.

## معرض الصور

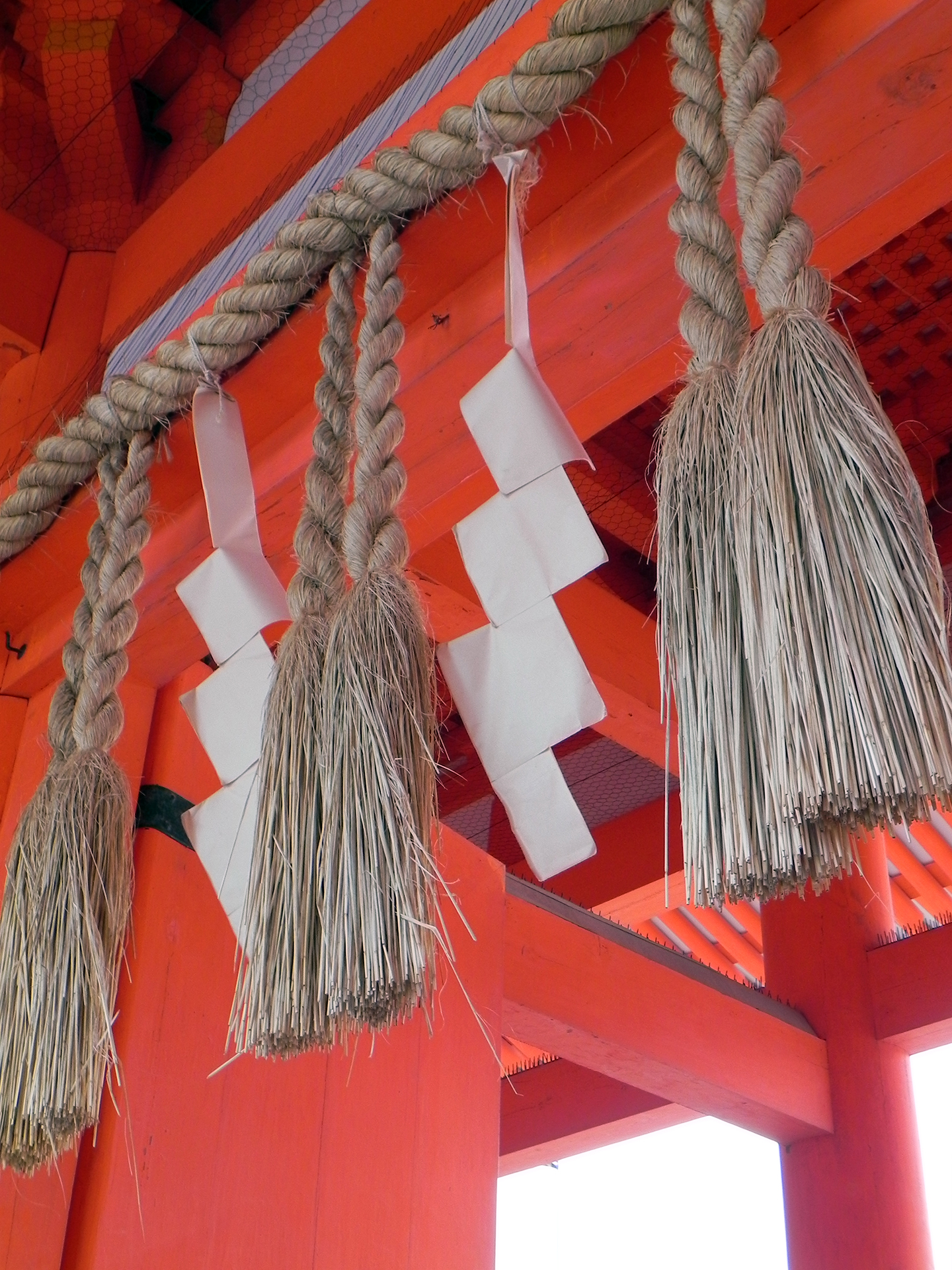
شيديه معلق في معبد هييان
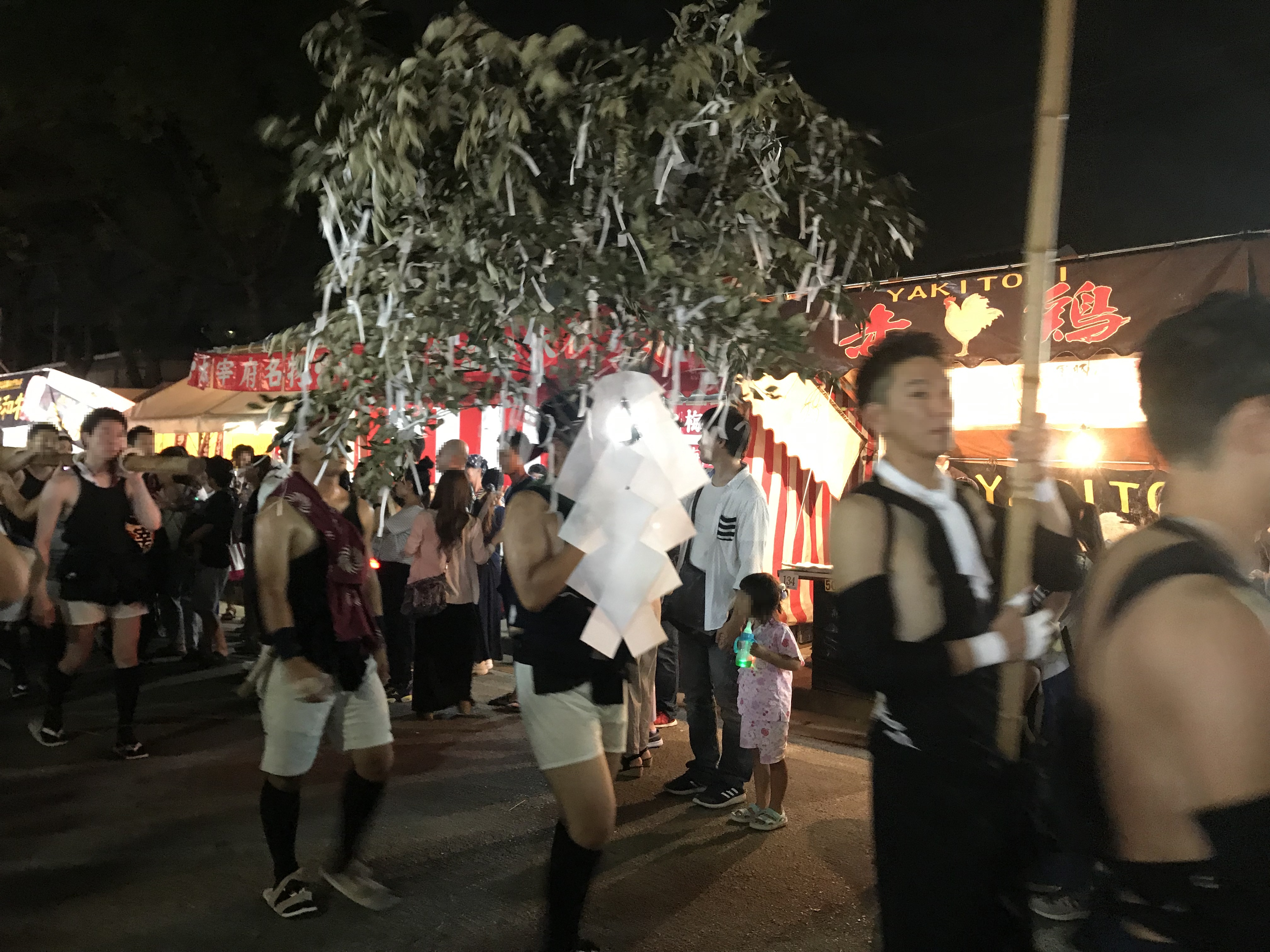
عصا الهاراييغوشي في مهرجان هوجويا لمعبد هاكوزاكي
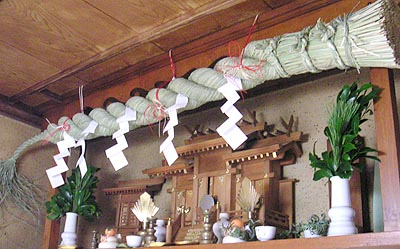
شيديه معلق في ضريح
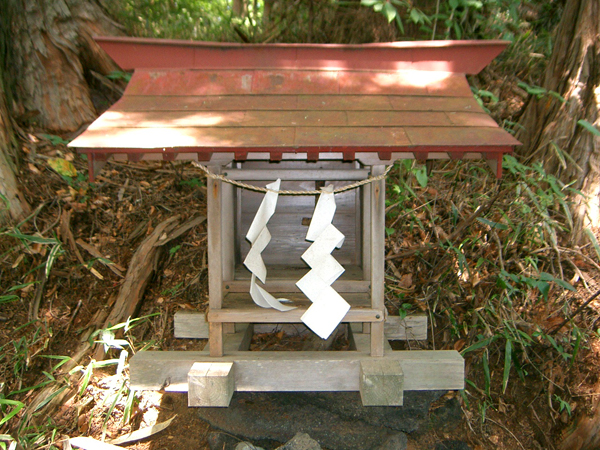
شيديه في ضريح صغير
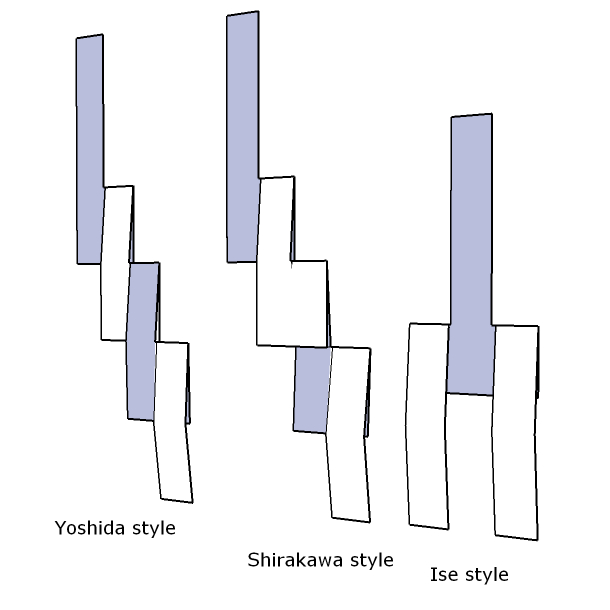
أنواع الشيديه